# Moosburg (Austria)
Moosburg (słoweń. Možberk) – gmina targowa w Austrii, w kraju związkowym Karyntia, w powiecie Klagenfurt-Land. Według Austriackiego Urzędu Statystycznego liczyła 4488 mieszkańców (1 stycznia 2015).

## Współpraca
Miejscowości partnerskie:
- Maintal, Niemcy
- Moosburg an der Isar, Niemcy
- Katerini, Grecja